# 季约拉·克尔迪约罗娃
季约拉·克尔迪约罗娃（1998年7月13日—），乌兹别克斯坦女子柔道运动员，2021年世界柔道锦标赛混合团体铜牌得主、2023年世界柔道锦标赛女子52公斤级银牌得主、2022年亚洲运动会女子52公斤级金牌得主和混合团体银牌得主。